# Elektrotrekker

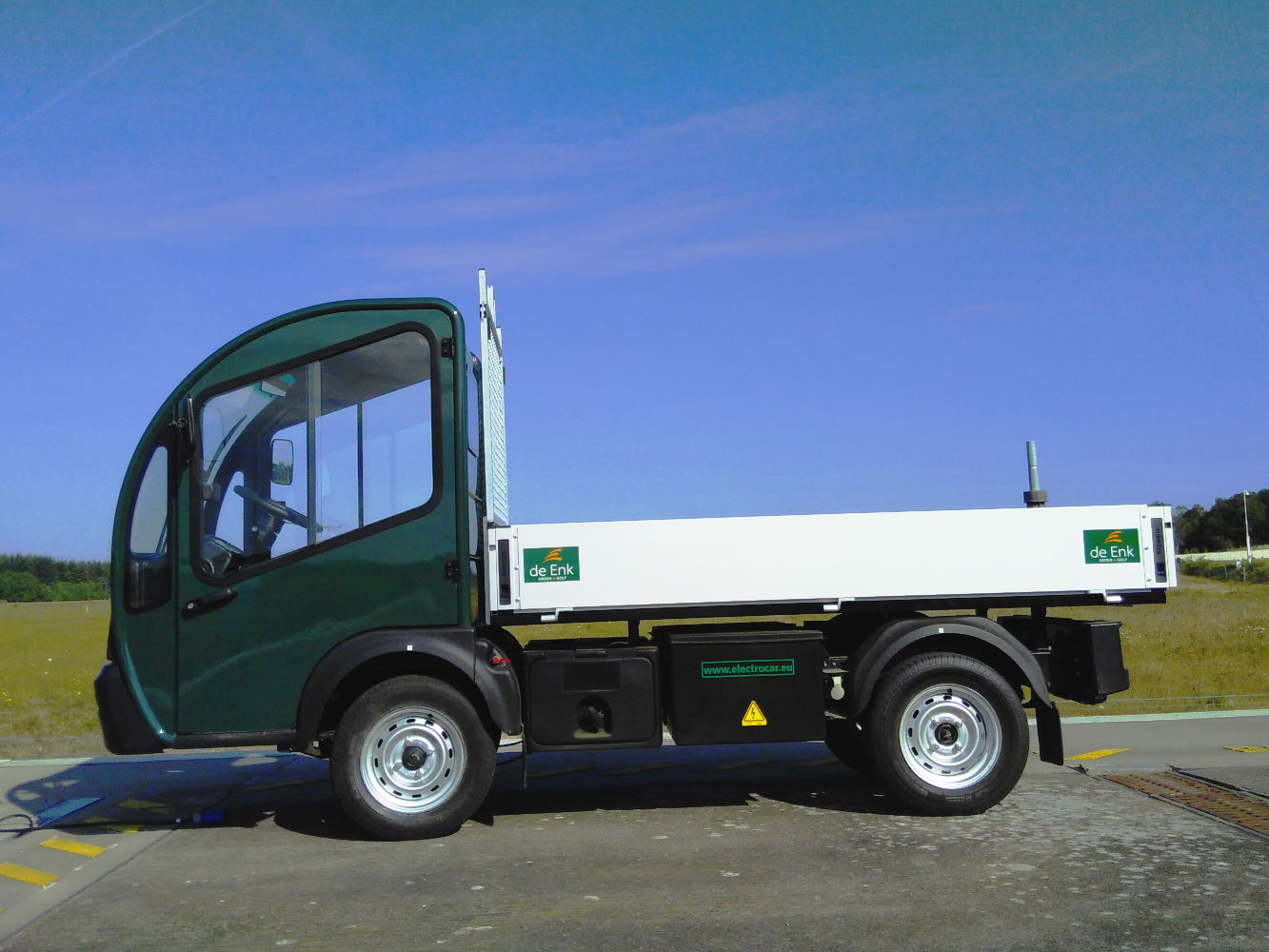
Electrotrekker

Een elektrotrekker is een klein elektrisch aangedreven voertuig dat allerlei objecten op wielen kan verplaatsen of kleine hoeveelheden goederen kan vervoeren. Er zijn in Nederland meerdere fabrikanten van deze voertuigen.

## Toepassing
Elektrotrekkers worden vooral ingezet op bedrijven met een groot oppervlakte zoals industriebedrijven, ziekenhuizen, distributiecentra, vliegvelden, afvalbedrijven, kwekerijen, groente- en fruitveilingen en golfbanen. De voertuigen rijden meestal niet op de openbare weg.